# Confédération syndicale des travailleurs et travailleuses des Amériques
Pour les articles homonymes, voir CSA.
Notes
Nom natif : Confederación Sindical de los Trabajadores y Trabajadoras de las Americas
Trade Union Confederation of the Americas
La Confederación Sindical de los Trabajadores y Trabajadoras de las Americas (CSA – Confédération syndicale des travailleurs et travailleuses des Amériques) est une organisation syndicale internationale issue de la fusion de l'Organisation régionale interaméricaine des travailleurs et de la Centrale latino-américaine des travailleurs et qui rassemble les syndicats du continent américain affiliés à la Confédération syndicale internationale. 
La CSA fut fondée lors du Congrès de Panama en mars 2008, son premier secrétaire général est le paraguayen Víctor Báez Mosqueira.

## Affiliés
- Argentine

1. Central de Trabajadores de la Argentina
2. Confederación General del Trabajo de la República Argentina

- Aruba

1. Federación de Trabajadores Arubanos

- Barbade

1. Barbados Workers' Union

- Bonaire

1. Federación Boneriana di Trabao

- Brésil

1. Central Única dos Trabalhadores (CUT)
2. Confederação Nacional das Profisões Liberais (CNPL)
3. Força Sindical (FS)
4. União Geral dos Trabalhadores (UGT)

- Canada

1. Congrès du travail du Canada
2. Centrale des syndicats démocratiques
3. Christian Labour Association of Canada
4. Confédération des syndicats nationaux (CSN)

- Chili

1. Centrale unitaire des travailleurs du Chili
2. Centrale autonome des travailleurs

- Colombie

1. Confédération des travailleurs de Colombie
2. Centrale unitaire des travailleurs de Colombie
3. Confédération générale du travail

- Costa Rica

1. Confédération des travailleurs Rerum Novarum

- Curaçao

1. Centrale des syndicats de Curaçao
2. Centrale générale des travailleurs de Curaçao

- Dominique

1. Union des travailleurs littoraux et alliés

- Équateur

1. Confédération équatorienne des organisations syndicales libres
2. Centrale équatorienne des organisations classistes

- États-Unis

1. American Federation of Labour - Congress of Industrials Organisations

- Guatemala

1. Centrale générale des travailleurs du Guatemala
2. Confédération de l'unité syndicale du Guatemala
3. Union syndicale des travailleurs du Guatemala

- Guyana

1. Congrès des syndicats du Guyana

- Haïti

1. Confédération des travailleurs haïtiens

- Honduras

1. Confédération des travailleurs du Honduras
2. Confédération unitaire des travailleurs du Honduras
3. Centrale générale des travailleurs

- Mexique

1. Confédération des travailleurs du Mexique
2. Confédération révolutionnaire des ouvriers et paysans
3. Union nationale des travailleurs
4. Confédération ouvrière révolutionnaire
5. Conseil national des travailleurs

- Nicaragua

1. Centrale sandiniste des travailleurs
2. Centrale des travailleurs nicaraguayens
3. Confédération d'unification syndicale

- Panama

1. Confédération générale autonome des travailleurs de Panama
2. Convergence syndicale
3. Confédération des travailleurs de la République de Panama

- Paraguay

1. Confédération paraguayenne des travailleurs
2. Centrale unitaire des travailleurs - Authentique
3. Centrale nationale des travailleurs

- Pérou

1. Centrale unitaire des travailleurs du Pérou
2. Centrale autonome des travailleurs du Pérou

- Porto Rico

1. Centrale portoricaine des travailleurs

- République dominicaine

1. Confederación Autonoma Sindical Clasista (CASC)
2. Confederación Nacional de Trabajadores Dominicanos (CNTD)
3. Confederación Nacional de Unidad Sindical (CNUS)

- Sainte-Lucie

1. Union nationale des travailleurs
2. Syndicat général des marins et travailleurs littoraux de Sainte-Lucie

- Salvador

1. Centrale autonome des travailleurs salvadoriens
2. Centrale des travailleurs démocratique

- Suriname

1. Centrale travailliste progressive 47
2. Organisation de coopération des syndicats autonomes
3. Alliance générale des syndicats du Suriname "De Moederbond"

- Trinité-et-Tobago

1. Syndicat pantrinidadien des ouvriers du sucre et autres industries
2. Centre national des syndicats de Trinité-et-Tobago

- Venezuela

1. Confédération des travailleurs du Venezuela
2. Alliance syndicale indépendante
3. Confédération des syndicats autonomes
4. Confédération générale des travailleurs